# Pontonflygplan

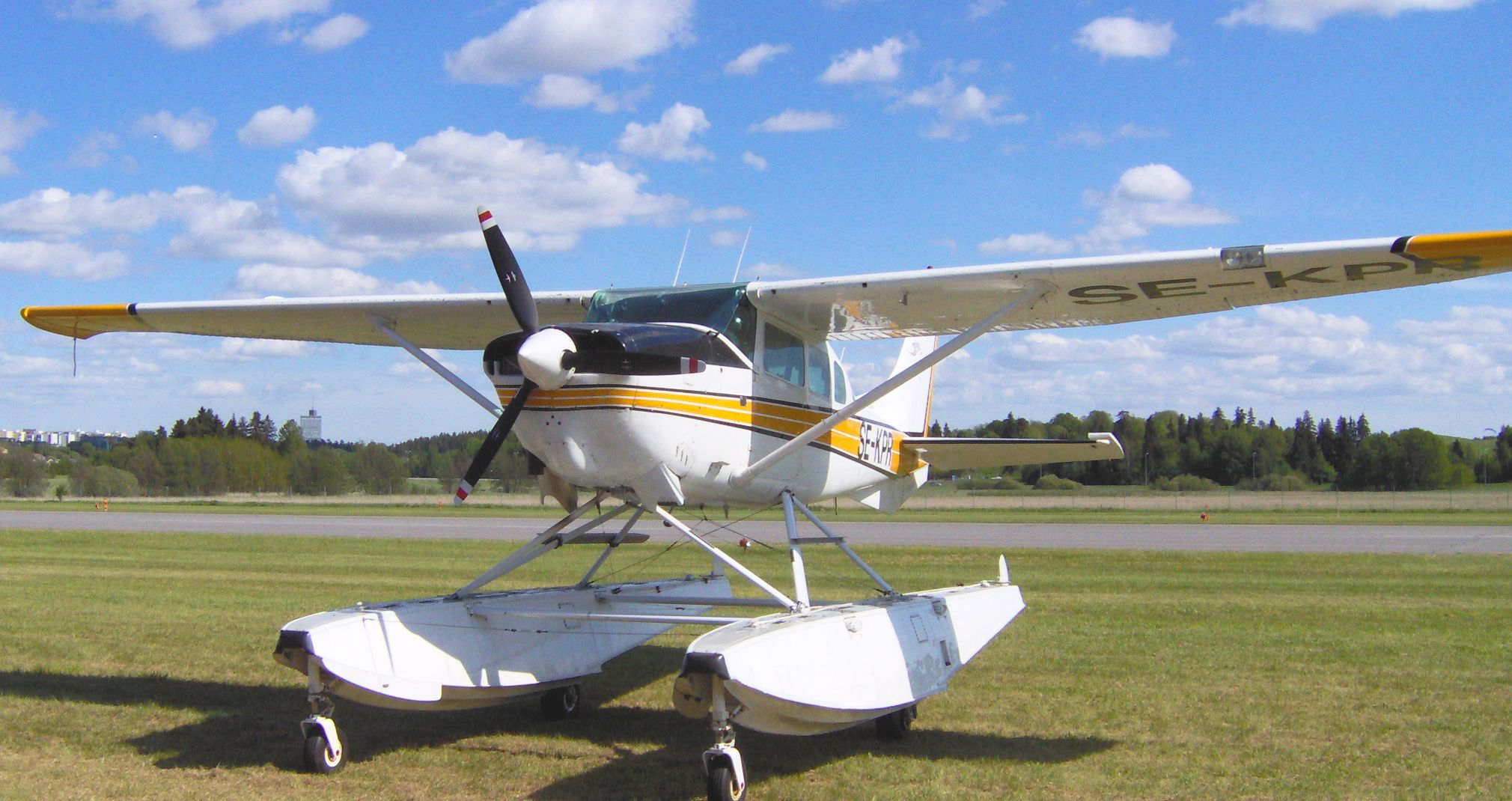
Cessna 206 på flottörer med infällbara hjul på Stockholm-Barkarby flygplats, i norra Storstockholm under de av EAA arrangerade Fly-In dagarna 2006.

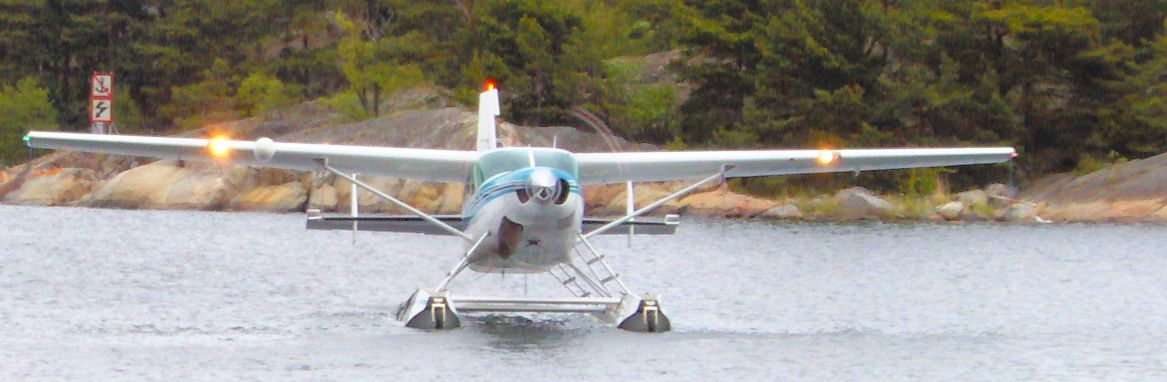
Sjöflygplan på flottörer skall starta från vattnet.

Pontonflygplan eller flottörflygplan är sjöflygplan som landar på flottörställ, jämte flygbåtar som främst landar på ett båtskrov som utgör flygkroppens buk. Om flottörstället i sin tur är försedda med hjul klassas flygplanet även som amfibieflygplan. 
Mellan åren 1913 och 1931 hölls hastighetstävlingar, den så kallade Schneidertrofén, i Frankrike, Italien, USA och England för flottörförsedda flygplan. Sista året vann en Supermarine S.6B med 547,633 km/h. Erfarenheterna från det flygplanet användes senare av Supermarine för konstruktionen av ett helt annat flygplan, den mer kända Spitfire.